# 加奈山翔
加奈山 翔（かなやま しょう、1992年2月28日 - ）はフリーアナウンサー。東京都出身。株式会社VOICE TRUST所属。

## 人物・来歴
現在、公営競技（競輪、オートレース、競馬）の実況を担当している。
- 8歳の時に中山競馬場でアグネスタキオンを見て、レース実況に興味を持つ。一般企業で働きながら養成講座に通い、2018年4月12日に立川競輪場で実況デビュー[1][2]。
- 2018年9月10日、川口オートレース場にてオートレース初実況[3]。
- 2019年12月29日、日刊スポーツが、翌30日に立川競輪場で行われる「KEIRINグランプリ2019」の実況を担当する加奈山[4]に、1日早く架空実況にチャレンジする企画を行った[1]
- 2025年6月22日放送の「坂上忍の勝たせてあげたいTV」（日本テレビ）にて、岸和田競輪場で開催された「第76回高松宮記念杯競輪」の決勝戦の実況を担当した[5][6][注 1]。

## 担当番組
- 立川競輪場、弥彦競輪場
- 伊勢崎オートレース場[7]、飯塚オートレース場[8][9]
- 門別競馬場
- ABEMA 競輪・オートレースチャンネル
- 日本レジャーチャンネル